# Anthidium callosum
Anthidium callosum är en biart som beskrevs av Morawitz 1875. Anthidium callosum ingår i släktet ullbin, och familjen buksamlarbin. Inga underarter finns listade i Catalogue of Life.